# Fidencio López Plaza

Fidencio López Plaza (San José Iturbide, 28 de abril de 1950) es un sacerdote y obispo mexicano que actualmente se desempeña como 10° Obispo de Querétaro.

## Biografía
Fidencio nació el 28 de abril de 1950, en la comunidad La Estancia de la Parroquia del Capulín en el municipio de San José Iturbide, Guanajuato.
Es el primero de una familia de ocho hijos siendo sus padres don Domingo López Díaz y Juana Plaza González. 
Ingresó al Seminario Conciliar de Querétaro en julio de 1964. 
Fue ordenado diácono el 16 de septiembre de 1980 en su parroquia natal del Capulín. 
Fue ordenado sacerdote el 19 de febrero de 1982 por el obispo Alfonso Toriz Cobián en la Parroquia de San José.
Recibió el sagrado orden del diaconado, de manos del Sr. Obispo Don Alfonso Toriz Cobian, el 16 de septiembre de 1980, en la parroquia de los siete dolores de capulin, Gto. Siendo diácono de 1980, a 1981. Estudio la especialidad de pastoral y catequesis en el instituto Teológico de pastoral CELAM, en Medellin, Colombia. 
Siendo sacerdote estudia un posgrado de Desarrollo Comunitario en la facultad de Sociología de la Universidad Autónoma de Querétaro. Sus primeros 8 años de sacerdote de 1982 a 1989.
Fue coordinador de la catequesis de la Región Bajío.

## Obras
Durante este tiempo ha escrito junto con sus equipos de trabajo, diferentes materiales de pastoral como: 
+ Los 6 cursos de "Concientizacion catequística
+ Los agentes de la catequesis
+ El contenido de la catequesis
+ El método de la catequesis 
+ Los destinatarios de la catequesis
+La espiritualidad del catequista 
+La organización de la catequesis